# Перехрестя 48
«Перехрестя 48» (івр. 48 ג'נקשן) — ізраїльський драматичий фільм, знятий Уді Алоні. Світова прем'єра стрічки відбулась 13 лютого 2016 року на Берлінському міжнародному кінофестивалі, а в Україні — 21 липня 2016 року на Одеському міжнародному кінофестивалі. Фільм розповідає про палестинського музиканта Каріма, який разом зі своїм гуртом отримує шанс виступити в хіп-хоп клубі в Тель-Авіві.

## У ролях
- Тамер Нафар — Карім
- Самар Куфті — Манар
- Сальва Наккара — мати Каріма
- Саїд Дассукі — Талал
- Адіб Сафаді — Юсеф

## Визнання
| Нагороди та номінації фільму «Перехрестя 48» | Нагороди та номінації фільму «Перехрестя 48» | Нагороди та номінації фільму «Перехрестя 48»                | Нагороди та номінації фільму «Перехрестя 48» | Нагороди та номінації фільму «Перехрестя 48» | Нагороди та номінації фільму «Перехрестя 48» |
| Рік                                          | Кінопремія / Кінофестиваль                   | Категорія / Нагорода                                        | Номінант                                     | Результат                                    |                                              |
| -------------------------------------------- | -------------------------------------------- | ----------------------------------------------------------- | -------------------------------------------- | -------------------------------------------- | -------------------------------------------- |
| 2016                                         | Берлінський міжнародний кінофестиваль        | Приз глядацьких симпатій («Панорама»)                       | «Перехрестя 48»                              | Перемога                                     |                                              |
| 2016                                         | Кінофестиваль «Трайбека»                     | Приз журі за найкращий художній фільм (Міжнародний конкурс) | «Перехрестя 48»                              | Перемога                                     |                                              |